# Croix de cimetière de Plaisance
La croix de cimetière de Plaisance est calvaire située sur le territoire de la commune de Plaisance, en France. Initialement lanterne des morts, elle surmonte un caveau-pourrissoir utilisé au Moyen Âge.

## Généralités
La croix est située dans le cimetière sur le territoire de la commune de Plaisance, dans le département de la Vienne, en région Nouvelle-Aquitaine, en France. 

## Historique

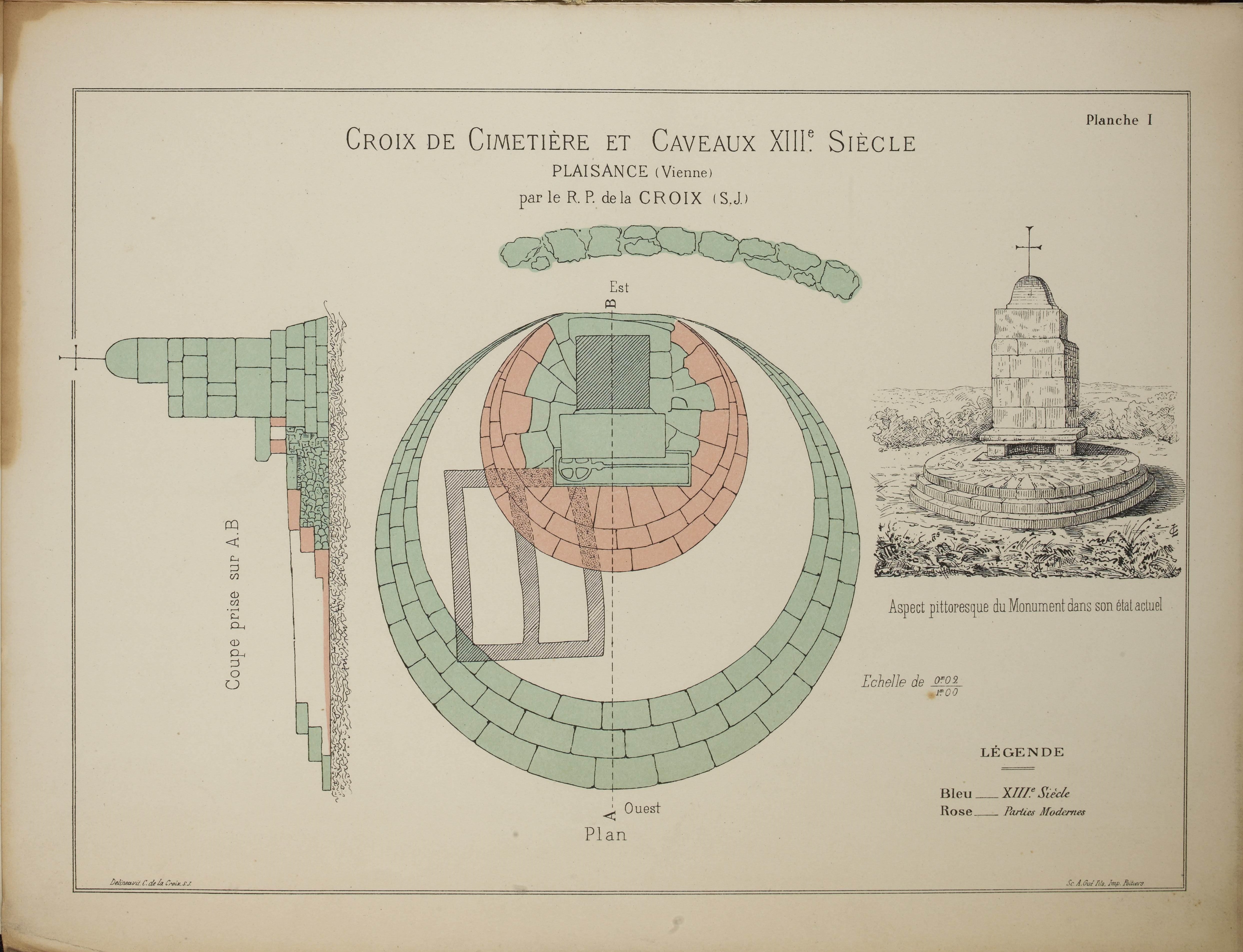
Plan de la croix de Plaisance par Camille de La Croix, 1902

Au XIIIe siècle, une lanterne des morts est érigée dans le cimetière dont la fonction précise, comme toutes les lanternes des morts, est sujette à hypothèses (phare guidant les voyageurs, enseigne indiquant un cimetière, fanal permettant aux morts quittant leurs tombes, ...).
A une date inconnue, une grande partie de la lanterne est détruite et transformée en calvaire par l'adjonction d'une croix en fer.
Lors de travaux de terrassement en 1894, des caveaux situés en dessous de l'édicule sont découverts. 
La croix et ses caveaux sont classés au titre des monuments historiques par arrêté 2 juin 1917.
En 2020, l'édicule du calvaire, n'est plus visible du public : il a été démonté pour des raisons de conservation. 

## Description

### Le calvaire
L'édicule repose sur un massif carré en appareil irrégulier sur deux mètres de hauteur datant de l'origine du fanal (XIIIe siècle). Le socle de pierre conserve l'autel dirigé vers l'est. Au nord, est visible la base de la porte taillée dans la pierre permettant de pénétrer dans l'ancienne colonne creuse de la lanterne.
Lors des fouilles de 1894, était présente une dalle sculptée sur la façade ouest du monument avec des dimensions de 1,67 mètre de longueur, 52 centimètres de largeur et 26 centimètres d'épaisseur. La gravure représente une croix pattée et encadrée par une baguette apparente. La fonction de cette dalle aurait été plus votive que fonctionnelle.

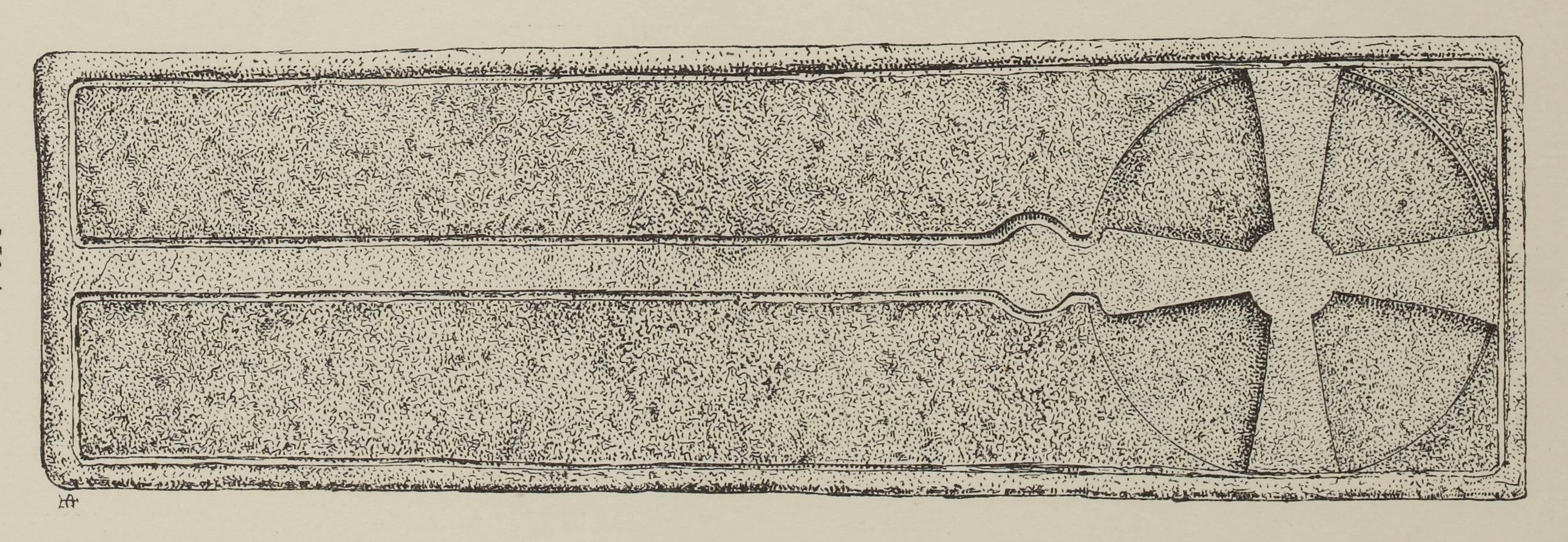
Dessin de la dalle par Camille de la Croix, 1902

### Les caveaux

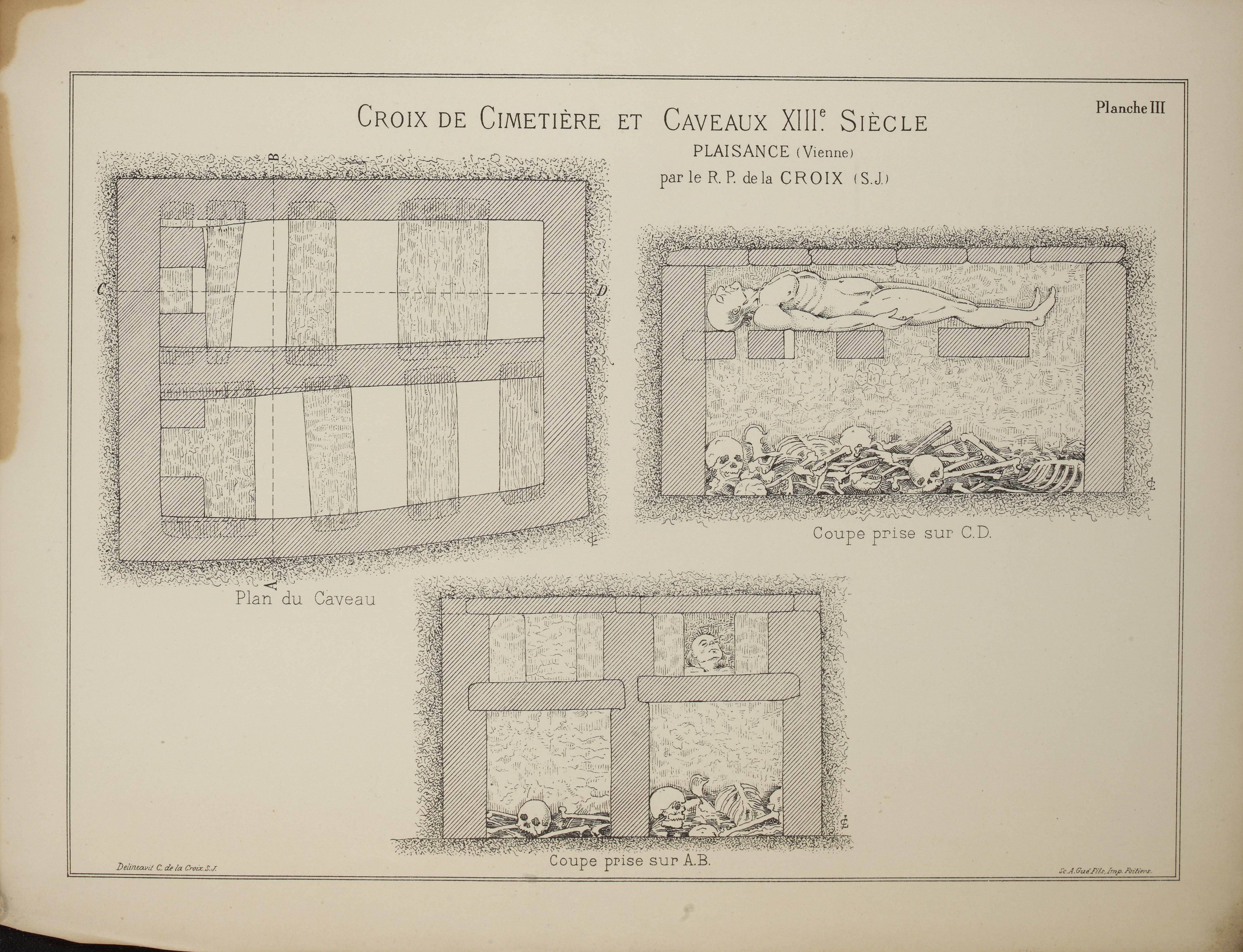
Schéma explicatif du caveau par Camille de La Croix, 1902

Révélé lors des travaux de terrassement en 1894 au pied de l'édicule, le caveau géminé contenait encore, lors de son ouverture, deux squelettes accompagnés de vases en terre cuite, ainsi que plusieurs autres ossements correspondant à sept autres squelettes. Il s'agit d'un « caveau-pourrissoir », permettant aux corps de se décomposer et de pouvoir récupérer les ossements plus facilement. Le caveau se compose de cinq murs de 50 centimètres d'épaisseur environ, délimitant deux « cases » de 2 mètres de longueur sur une hauteur de 1,19 mètre. À mi hauteur de chaque case, des dalles transversales permettant d'étendre les cadavres le temps de leur décomposition.
Ce caveau a été vraisemblablement utilisé par les religieux du prieuré Notre-Dame. Les religieux recueillaient ensuite les ossements qui, possibles reliques, avaient un caractère sacré.